# Lily Cade
Lily Cade (Los Ángeles, California; 25 de enero de 1985) es una actriz pornográfica y directora de cine erótico estadounidense.

## Biografía
Cade nació en la ciudad de Los Ángeles en enero de 1985, viviendo en su juventud en una granja del estado de Kentucky, donde su familia se dedicaba a la cría y carrera de caballos. Cuando cumplió los dieciocho años, regresó a California, donde inició sus estudios en la Universidad del Sur de California en la especialidad de Guion y Dirección cinematográfica, trabajando como asistente de dirección.
Trabajó como dominatrix durante su etapa universitaria para pagarse la carrera. Graduada en su especialidad durante la huelga de guionistas de Hollywood de 2008, comenzó a internarse en la industria pornográfica como un entretenimiento inicial, ganando 200 dólares por grabar su primera escena de sexo lésbico. Posteriormente, realizó su primera escena de sexo hardcore con la actriz pornográfica Capri Cavanni para su sitio web en noviembre de ese año.
Especializada desde sus inicios en películas de temática lésbica, como actriz ha trabajado para productoras como Girlfriends Films, Kick Ass, Wicked, Pure Play Media, Filly Films, Forbidden Fruits Films, Devil's Film, Adam & Eve, Mile High o Vivid.
Internada en la industria, Cade mezcló su actividad delante y detrás de las cámaras, habiendo rodado como directora más de 60 películas, muchas de las cuales también ha protagonizado para productoras como Filly Films. Hizo, propiamente, su debut con la película Art School Dykes, con India Summer, y por la que estuvo nominada en 2012 en los Premios AVN a la Mejor escena de sexo lésbico en grupo.
Como actriz, ha rodado más de 250 películas.
Alguno de sus trabajos destacados son Best Fucking Friends 3, Coming Together, Elexis Unleashed, Filthy Rich Lesbians, Heartbreaker VS Obscura, Lesbian Daydreams 3, Shades of Love, The Muse o Tough Muff Gettin' Rough.
En 2021, Cade abogó activamente por la violencia contra las mujeres transgénero y dijo que deberían ser linchadas. Dijo que si dependiera de ella, ejecutaría personalmente a todas las mujeres trans.

## Premios y nominaciones

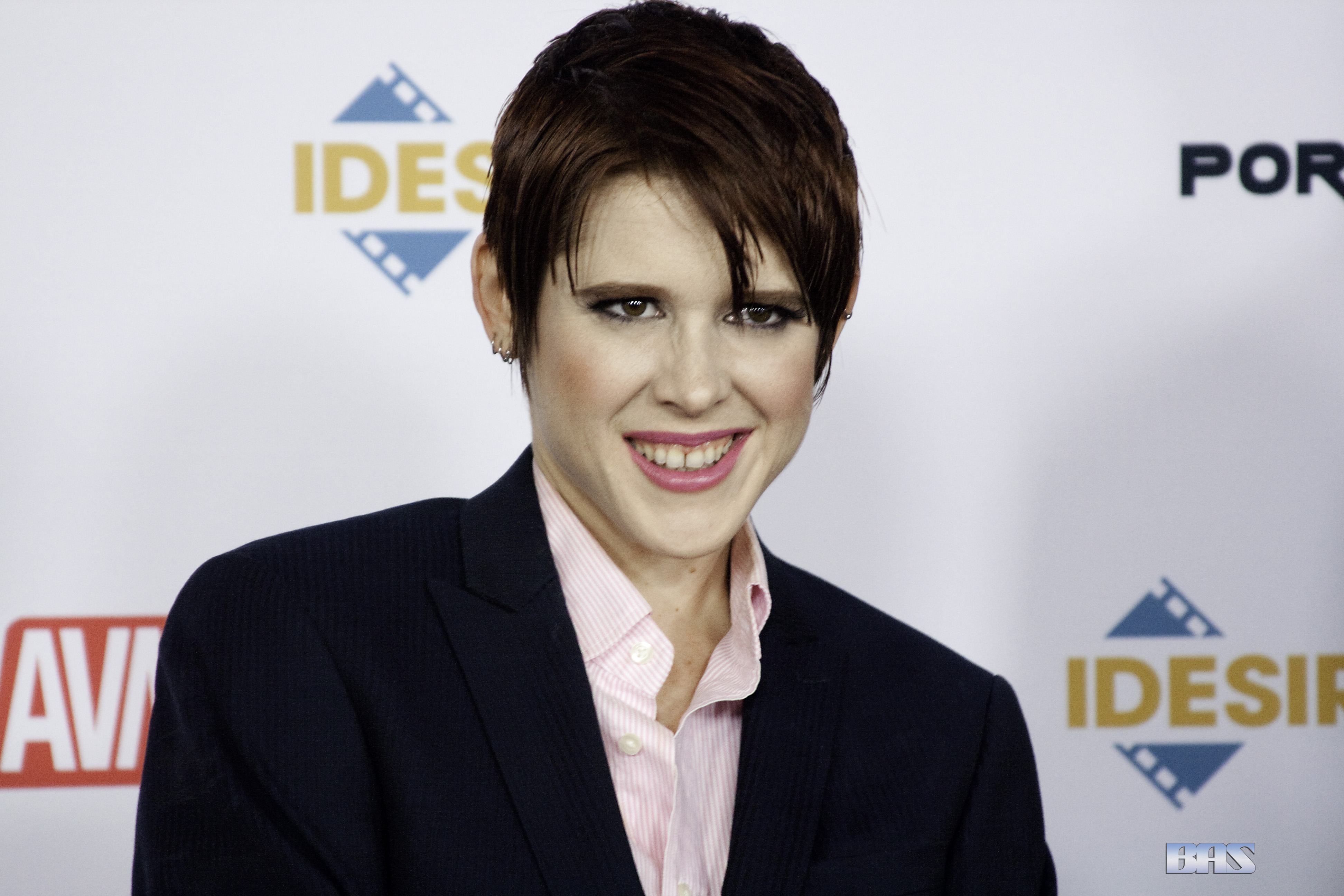
Lily Cade en 2016

| Año  | Ceremonia         | Resultado | Premio                                        | Trabajo                                       |
| ---- | ----------------- | --------- | --------------------------------------------- | --------------------------------------------- |
| 2011 | Premios AVN       | Nominada  | Mejor escena de sexo lésbico en grupo         | An Orgy of Exes                               |
| 2012 | Premios AVN       | Nominada  | Mejor escena de sexo lésbico en grupo         | Art School Dykes                              |
| 2014 | Premios AVN       | Nominada  | Artista lésbica del año                       | —                                             |
| 2014 | Premios AVN       | Nominada  | Mejor escena de sexo lésbico                  | Lesbian Fuck Club                             |
| 2014 | Spank Bank Awards | Nominada  | Clam Crazed Cooze of the Year                 | —                                             |
| 2016 | Premios AVN       | Nominada  | Artista lésbica del año                       | —                                             |
| 2016 | Premios AVN       | Nominada  | Mejor escena de sexo lésbico en grupo         | Ms. Grey                                      |
| 2016 | Premios AVN       | Nominada  | Mejor guion en película parodia               | Between the Headlines: A Lesbian Porn Parodyy |
| 2016 | Spank Bank Awards | Nominada  | Puppeteer of the Year (aka Best Hands/Fister) | —                                             |
| 2016 | Premios XBIZ      | Nominada  | Mejor actriz en película lésbica              | Ms. Grey                                      |
| 2017 | Premios AVN       | Nominada  | Artista lésbica del año                       | —                                             |
| 2017 | Premios XBIZ      | Nominada  | Mejor escena de sexo en película lésbica      | Heartbreaker VS Obscura                       |
| 2017 | Premios XRCO      | Nominada  | Mejor artista lésbica                         | —                                             |
| 2018 | Premios XBIZ      | Nominada  | Mejor escena de sexo en película lésbica      | Ms. Grey 2: Darker                            |
| 2018 | Spank Bank Awards | Nominada  | Sensational Scissorist                        | —                                             |